# Olszyny (Ignaców)
Olszyny – część wsi Ignaców w Polsce położona w województwie lubelskim, w powiecie lubelskim, w gminie Wojciechów.
W latach 1975–1998 Olszyny należały administracyjnie do województwa lubelskiego.